# Cuôr Đăng
Cuôr Đăng là một xã thuộc tỉnh Đắk Lắk, Việt Nam.
Xã Cuôr Đăng có diện tích 32,9 km², dân số năm 1999 là 8521 người, mật độ dân số đạt 259 người/km².